# Bûche scandinave

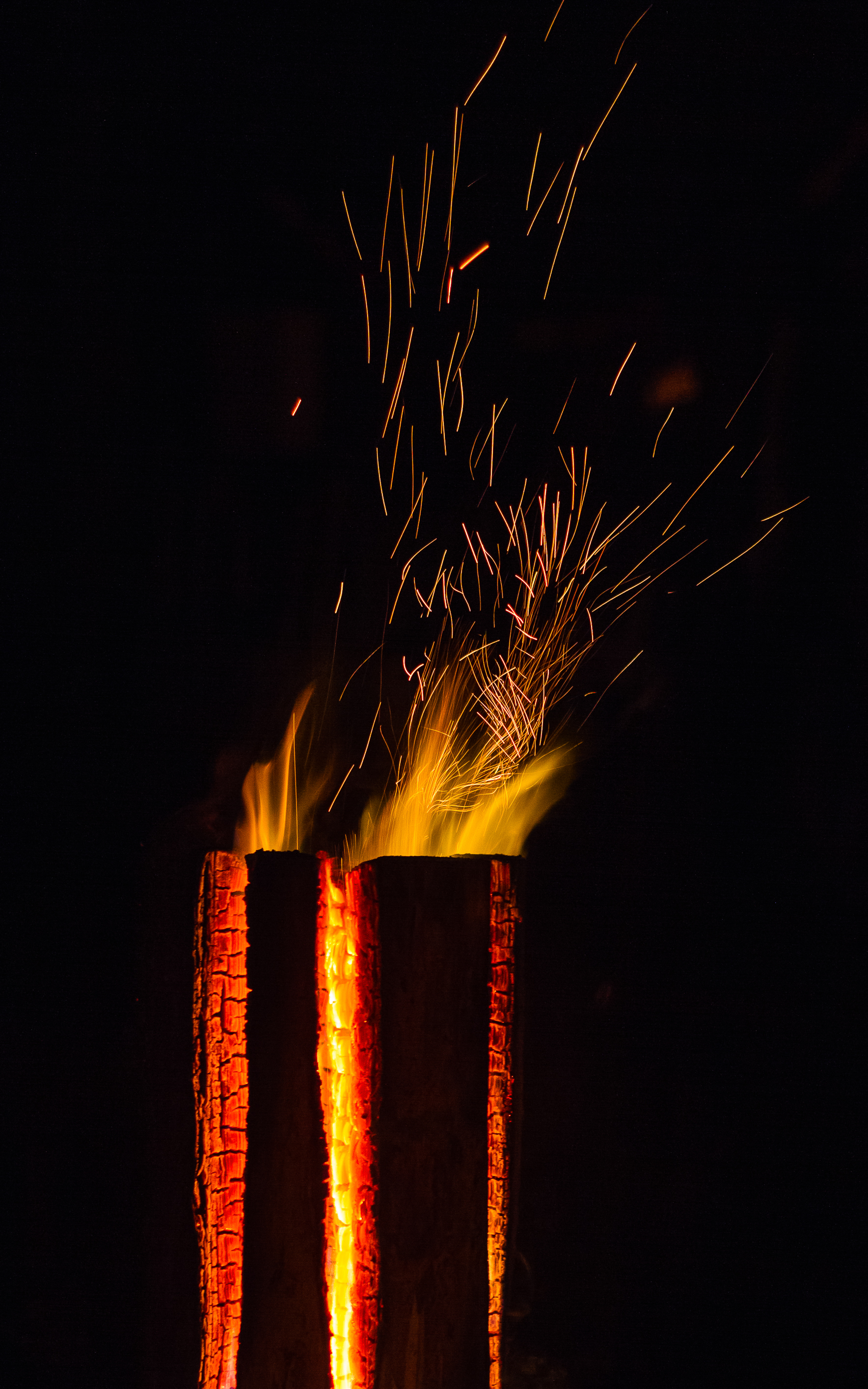
Bûche scandinave avec des étincelles volantes

Une bûche scandinave (également appelée bougie canadienne, torche suédoise, bûche suédoise, feu suédois ; allemand : Schwedenfeuer) est une source de chaleur et de lumière provenant d'un tronc d'arbre placé verticalement, incisé et brûlant au milieu. Cette technique de combustion qui s'est répandue en Europe au cours du xviie siècle est aujourd'hui utilisée par les travailleurs forestiers et pour les activités de loisirs (en particulier dans le sud de l'Allemagne). En raison de sa surface plane et de ses bonnes braises, une bûche scandinave peut également être utilisée pour la cuisson. Par rapport à un feu de camp, elle est plus compacte, et donc plusieurs petites sources de chaleur peuvent être réparties sur une zone.
La tradition orale attribue le développement de la torche aux militaires suédois pendant la guerre de Trente Ans ; à l'aide d'une scie ou une hache, les suédois sont réputés avoir utilisé des bûches incandescentes pour réchauffer leurs soldats. Cette méthode de fourniture de chaleur signifie que leurs troupes n'ont pas eu à transporter leur propre bois de chauffage avec elles mais ont pu s'approvisionner sur place, car le bois vert fraîchement coupé peut brûler en raison de l'effet cheminée.

## Fabrication et utilisation
Un tronc ébranché, d'un diamètre de 30 à 60 cm et une longueur de 50 à 150 cm est nécessaire pour fabriquer la torche. Le bois ne doit pas être trop sec, sinon il brûlerait trop vite. Les meilleures essences de bois pour la lumière et la chaleur sont les résineux tendres : épicéa, sapin et pin. Les meilleurs types pour la cuisson sont les bois durs comme le hêtre, le chêne, le pommier, le frêne ou le cerisier, car ils sont moins fuligineux et n'altéreraient pas la viande.
Une tronçonneuse est utilisée pour couper le tronc avec deux coupes verticales perpendiculaires l'une à l'autre vers le bas pendant que le tronc est debout. Les coupes s'arrêtent 6 à 8 cm de la base afin que la torche ne se brise pas. Normalement, le tronc est divisé en quartiers par deux coupes, ou, dans le cas de troncs plus gros, en sixièmes (comme un astérisque à six branches) ou en huitièmes. Les coupes facilitent la circulation de l'air, ce qui aide la bûche à brûler.
Au fur et à mesure que la bûche brûle, les braises et les charbons tombent du haut et dans les fentes coupées. Cela allume la bûche de l'intérieur et maintient le feu. La bûche est plus facile à enflammer avec de la paraffine (ou de l'essence à briquet), qui est insérée dans les fentes latérales et également en haut au point de coupe de la scie du tronc. Des chiffons imbibés d'huile conviennent également. Les bûcherons versent un peu de l'essence de leur tronçonneuse au centre de la torche. Si un feu de camp brûle déjà, des braises placées sur la bûche peuvent faire une torche suédoise.
Il est important de choisir un endroit sûr pour installer la torche en raison des étincelles volantes et de la possibilité qu'elle s'effondre. Pour enflammer le tronc uniformément, on ajoute un peu de paraffine au sommet. Selon la taille et la longueur, le tronc brûle entre deux et cinq heures et brille d'une chaleur intense. La lueur au milieu du tronc a une température comprise entre 1000 et 1200 °C. Une fois que la torche a commencé à brûler, il est possible de placer une casserole sur le dessus en enfonçant avant l'allumage trois clous autour du trou de forage ou en plaçant trois pierres autour du trou de forage, créant ainsi une surface de cuisson improvisée.

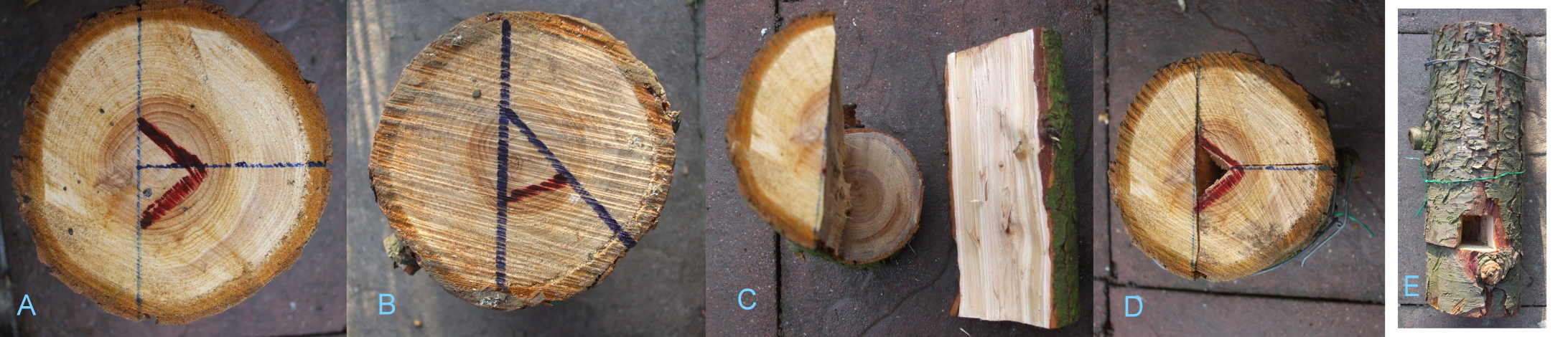
Feu suédois fait sans percer:
A ou B: après une incision à la base, fendue ; C : coupe fendue avec vue sur le "fond de torche" ;
D : noyau démonté, assemblé ; E : chalumeau d'arbre prêt à l'emploi avec trou d'aération

## Méthodes alternatives

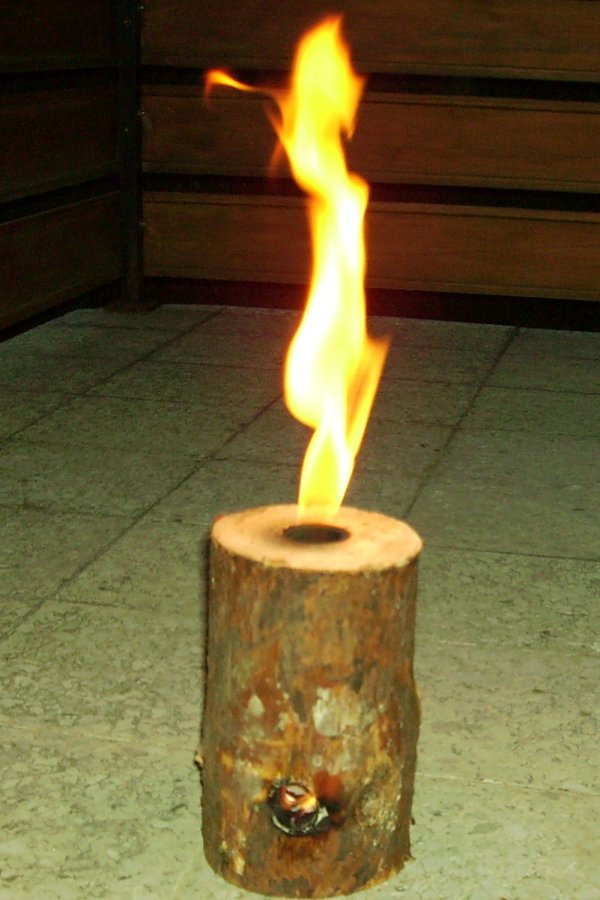
Une torche suédoise brûlante (fabriquée selon le principe du haut fourneau)

### Technique du haut fourneau
Une autre façon de faire est de réaliser un trou de perçage (environ 20 mm) le long de l'axe du tronc pour les gaz d'échappement et un deuxième trou sur le côté au niveau souhaité pour l'alimentation en air. Il s'enflamme en versant quelques braises ou en le chargeant d'un matériau facilement inflammable tel que du kérosène, des pastilles de carburant ou des allume-feu. Certaines quincailleries vendent des "torches suédoises" avec de la cire de bougie et des briquets à mèche de bougie.

### Technique de survie
Même sans perceuse, une torche d'arbre peut être rapidement produite à l'extérieur. Pour ce faire, on utilise une scie pour couper la bûche environ aux deux tiers de la hauteur de la bûche, et on coupe la base à la hauteur désirée de 5 à 10 cm. Comme sur l'image ci-dessus (marquée A ou B ), il faut séparer les sections sur la ligne bleue et retirer le noyau sur la ligne rouge. Ensuite, il faut scier le trou de ventilation ou soulever la plus petite section de la variante B pour la distance de ventilation. Enfin, on assemble les trois parties et B, on relie avec du fil, de la corde ou des clous.

## Galerie

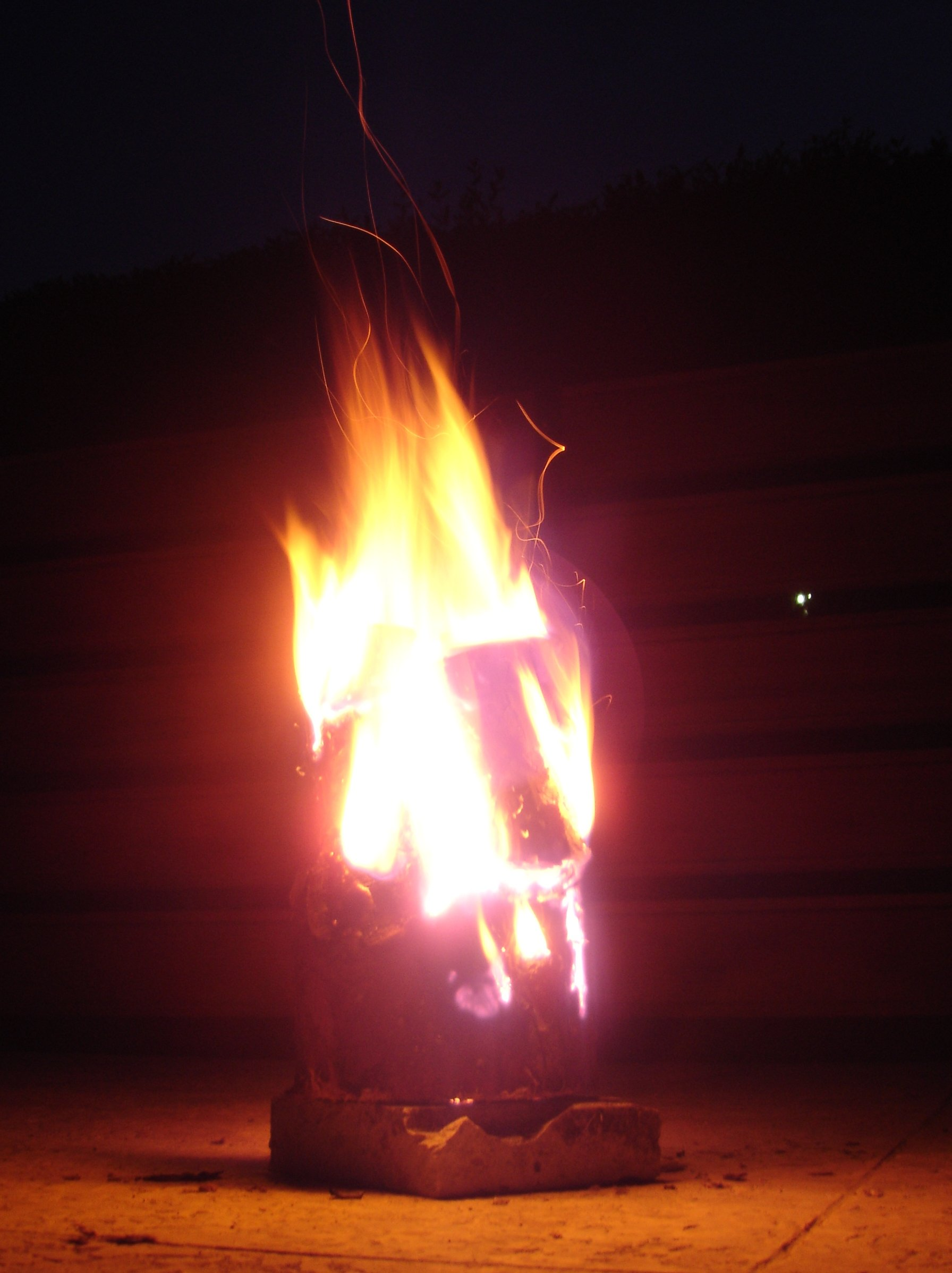
Photo de nuit d'une torche suédoise à un stade avancé de la combustion
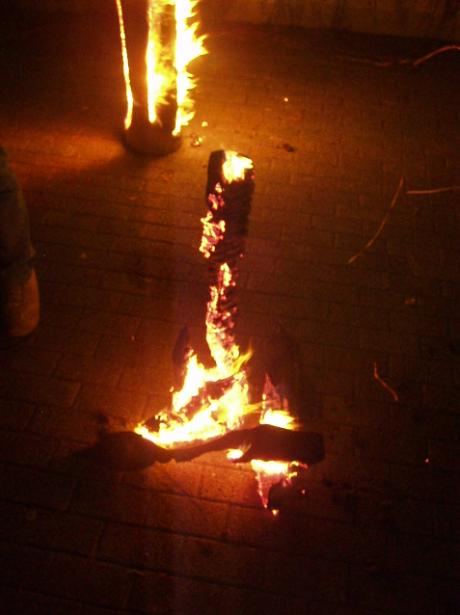
Tronc d'arbre avec des traits de scie